# Masatora Kawano
Masatora Kawano (川野 将虎, Kawano Masatora, né le 23 octobre 1998 à Hyūga) est un athlète japonais, spécialiste de la marche, vice-champion du monde du 35 km en 2022 à Eugene.

## Biographie
Lors des Universiades d'été de 2019, Masatora Kawano décroche la médaille d'argent du 20 km marche et la médaille d'or de l'épreuve par équipes.
Il se classe 6e du 50 km marche des Jeux olympiques de 2020.
Le Japonais remporte la médaille d'argent du 35 km marche lors des championnats du monde 2022 à Eugene, à seulement une seconde de l'Italien Massimo Stano.
En 2024 il établit un nouveau record du monde du 35 km marche en 2 h 21 min 47 s

## Palmarès
| Date | Compétition           | Lieu     | Résultat | Épreuve                   | Performance     |
| ---- | --------------------- | -------- | -------- | ------------------------- | --------------- |
| 2021 | Jeux olympiquese      | Tokyo    | 6e       | 50 km marche              | 3 h 51 min 56 s |
| 2022 | Championnats du monde | Eugene   | 2e       | 35 km marche              | 2 h 23 min 15 s |
| 2023 | Championnats du monde | Budapest | 3e       | 35 km marche              | 2 h 25 min 12 s |
| 2024 | Jeux olympiques       | Paris    | 8e       | Marche par équipes mixtes | 2 h 55 min 40 s |

## Records
| Épreuve      | Performance          | Lieu     | Date            |
| ------------ | -------------------- | -------- | --------------- |
| 20 km marche | 1 h 17 min 24 s      | Nomi     | 17 mars 2019    |
| 35 km marche | 2 h 21 min 47 s (WR) | Takahata | 27 octobre 2024 |
| 50 km marche | 3 h 36 min 45 s (NR) | Takahata | 27 octobre 2019 |